# اليوم العالمي للتنوع الأحيائي

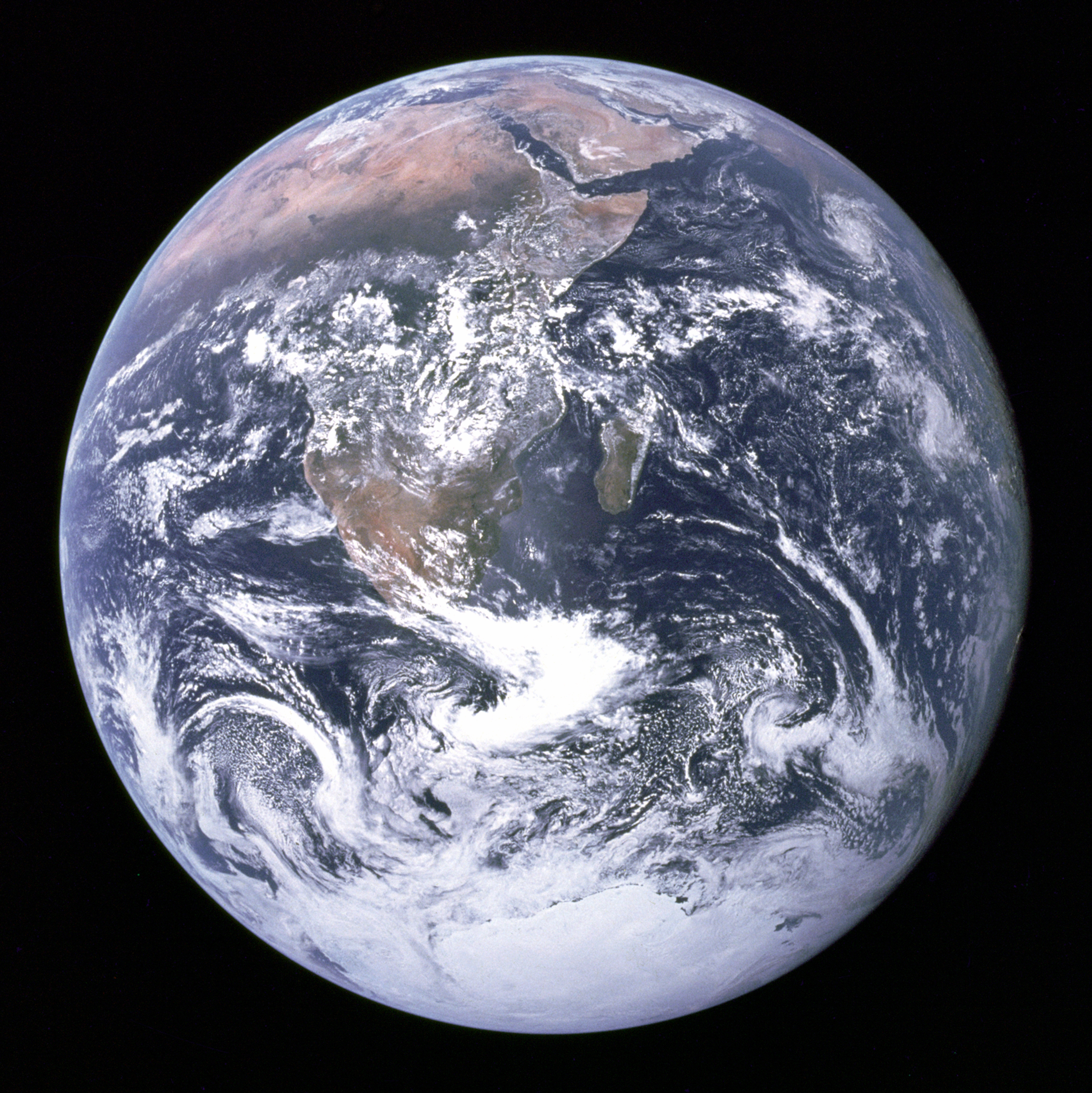

اليوم العالمي للتنوع الأحيائي (بالإنجليزية: International Day for Biological Diversity)‏ هو يوم أقرته الأمم المتحدة كيوم عالمي من أجل التشجيع على قضايا التنوع الأحيائي. يقام هذا اليوم في 22 مايو من كل عام كما أعلنت الجمعية العامة للأمم المتحدة بأن العام 2010م هي السنة الدولية للاحتفال بالتنوع الأحيائي على المستوى العالمي تحت شعار«التنوع الأحيائي هو الحياة والتنوع الأحيائي حياتنا».

## تأسيس
أقرت الجمعية العامة للأمم المتحدة هذا اليوم في 1993م وكان يعتمد في يوم 29 ديسمبرحتى عام 2000، حيث تمت إزاحة اليوم إلى 22 مايو، احتفاء بذكرى 22 مايو 1992 (قمة الأرض) وتجنباً تعداد الإجازات الواقعة في نهايات ديسمبر.

## مقالات متعلقة
- يوم الفيل العالمي
- اليوم العالمي للنمور
- يوم الأرض